# (7127) Stifter
Pour les articles homonymes, voir Stifter.
(7127) Stifter est un astéroïde de la ceinture principale.

## Description
(7127) Stifter est un astéroïde de la ceinture principale. Il fut découvert le 9 septembre 1991 à Tautenburg par Freimut Börngen et Lutz Dieter Schmadel. Il présente une orbite caractérisée par un demi-grand axe de 3,08 UA, une excentricité de 0,23 et une inclinaison de 8,6° par rapport à l'écliptique.

## Compléments